# Megiddo (musikalbum)
Megiddo är första EPn av det norska black metal bandet Satyricon, som gavs ut den 13 juni 1997 av Moonfog. Grothesk (eg. Stephan Groth) är gästmusiker på detta album.

## Låtförteckning
1. "The Dawn of a New Age" – 5:45 (remixad av Apoptygma Berzerk)
2. "Night of Divine Power" – 5:50 (nyinspelning av "The Dark Castle in the Deep Forest")
3. "Forhekset (live)" – 4:16
4. "Orgasmatron" – 4:59 (Motörhead-cover)

Text och musik: Satyr (spår 1–3), Kilmister, Burston, Campbell, Gill (spår 4)

## Medverkande
Musiker (Satyricon-medlemmar)
- Frost (Kjetil-Vidar Haraldstad) – trummor
- Satyr (Sigurd Wongraven) – gitarr, basgitarr, keyboard, sång

Bidragande musiker
- Grothesk (Stephan Groth) - keyboard, programmering (spår 4)
- Geir Bratland – synthesizer (spår 2)
- Anders Odden – gitarr, basgitarr (spår 4)

Produktion
- Satyr – producent, ljudtekniker
- Odd H. Jensen – ljudtekniker
- Kai Robøle – ljudtekniker
- Grothesk (Stephan Groth) – remix (spår 1)
- Union of Lost Souls – omslag